# مالامبو (آتلانتیکو)
مالامبو (آتلانتیکو) (به اسپانیایی: Malambo, Atlántico) یک سکونتگاه مسکونی در کلمبیا است که در بخش آتلانتیکو واقع شده‌است.